# Абернати, Анна
Джулиа́на «А́нна» Абернати (англ. Julianne "Anne" Abernathy; род. 12 апреля 1953 года) — саночница, представлявшая Американские Виргинские острова на пяти Олимпийских играх (1988—2002), ныне закончила карьеру. Самая возрастная женщина-атлет, принявшая участие в зимней Олимпиаде. Известна в санных кругах как «Бабушка санного спорта» англ. Grandma Luge.

## Биография
Анна родилась 12 апреля 1953 года в Северо-Западной Флориде в семье военного, но большую часть жизни провела на Американских Виргинских островах. В молодости Анна интересовалась музыкой, училась в техасском университете, мечтала стать успешной и профессиональной артисткой. Однако путешествие в Лейк-Плесид, столицу зимних видов спорта США, в начале 80-х годов полностью изменило её жизнь. Увидев там спортсменов, летящих по ледяному жёлобу на огромной скорости, девушка решила посвятить себя санному спорту.
Перед Олимпийскими играми в Калгари в 1988 году Абернети поставили диагноз неходжкинская лимфома (онкологическое заболевание), тем не менее, Анна скрывала это ото всех и лишь перед Олимпийскими играми 1998 года в Нагано эта информация была опубликована на страницах американских газет.
Несмотря на болезнь, на стартах в Калгари она заняла 16 место, что стало лучшим достижением Анны Абернати на главных стартах четырёхлетия.
На Олимпийских играх 1992 года стала первой спортсменкой, которая спустилась по санному жёлобу с камерой на шлеме. За это кандидатура Анны была выдвинута на премию Эмми в номинации «достижения технического вещания». А на Олимпийских играх 1994 года она стала пионером ещё в одном деле — первая из спортсменок стала вести онлайн дневник (известный ныне как «блог»).
Анна потерпела серьёзную аварию на этапе кубке мира в январе 2001 года в немецком Альтенберге. У неё была диагностирована тяжёлая черепно-мозговая травма, после чего большинство врачей рекомендовали ей оставить спорт. Чтобы выздороветь, она использовала нетрадиционную медицину. Терапия прошла успешно, и Абернати смогла принять участие в Олимпийских играх 2002 года в Солт-Лейк-Сити, где финишировала на 26 месте в итоговом протоколе, после чего стала самой возрастной участницей зимних Олимпийских игр.
В январе 2004 года попала в топ-3 в Кубке наций в австрийском Игльсе. А спустя месяц заняла третье место в Кубке наций в немецком Кёнигзее. На чемпионате мира 2004 года в Нагано финишировала двадцать пятой.
В сезоне 2004—2005 годов финишировала в десятке лучших в семи из восьми соревнований в Кубке наций. Однако в чемпионате мира 2005 года в Парк-Сити не приняла участия из-за травм, полученных при тестировании олимпийской трассы Чезана-Париоль тремя неделями ранее.
В пятьдесят два года прошла квалификацию на Олимпийские игры в Турин, однако из-за травмы запястья и лопатки не приняла участия в соревнованиях.
Мечта Анны — пройти квалификацию на Олимпийские игры 2016 года в Рио-де-Жанейро в стрельбе из лука.

## Выступления на Олимпийских играх
| Год  | Место проведения | Результат |
| ---- | ---------------- | --------- |
| 1988 | Калгари          | 16        |
| 1992 | Альбервиль       | 23        |
| 1994 | Лиллехаммер      | 20        |
| 1998 | Нагано           | 24        |
| 2002 | Солт-Лейк Сити   | 26        |